# Zababa-shum-iddina
Zababa-shum-iddina fue rey de Babilonia, hacia el 1158 a. C. (cronología corta). Sucedió a su padre Marduk-apla-iddina I a su muerte, y gobernó durante un año.
Al cabo de un año de reinado los asirios bajo el mandato de Ashurdan I (c. 1179 - 1133 a. C.) invadieron la región del Pequeño Zab y ocuparon varias ciudades cercanas al río que estaban bajo soberanía de Babilonia (Zabana, Irritabili, etc.) y el territorio de Sallu.
Al año siguiente el país fue invadido por Shutruk-Nahhunte de Elam que lo ocupó completamente entrando en la capital babilónica. El rey Zababa-shum-iddina fue depuesto y el mismo Shutruk-Nakhunte logró la corona y el título de rey de Babilonia y Sumer que a continuación, al retornar a su país, entregó a su hijo y heredero Kutir-Nakhunte.